# هاروارد (ماساچوست)
هاروارد (به انگلیسی: Harvard) شهرکی در شهرستان ووستر ایالت ماساچوست می‌باشد که در سال ۱۷۳۲ بنیان‌گذاری شده‌است. این شهرک در سرشماری سال ۲۰۱۰ میلادی، ۶٬۵۲۰ نفر جمعیت داشته‌است.